# Ring of Honor Wrestling
Ring of Honor Wrestling é um programa de wrestling profissional produzido pela Ring of Honor. Criado por Cary Silkin e HDNet teve seu episódio piloto gravado em 28 de fevereiro de 2009 e exibido em 21 de março de 2009.